# Arenaria leptoclados
Arenaria serpyllifolia var. leptoclados, Arenaria serpyllifolia var. tenuior
Cet article concerne Arenaria leptoclados (Rchb.) Guss., 1844. Pour Arenaria leptoclados Boiss., 1867, voir Arenaria serpyllifolia subsp. leptoclados.
Espèce
Synonymes
- Arenaria breviflora Gilib.[1] [1]
- Arenaria foliacea Turrill[1] [1]
- Arenaria gorgonea J.A.Schmidt[1] [1]
- Arenaria minutiflora Loscos ex Willk. & Lange[1] [1]
- Arenaria serpyllifolia var. leptoclados Rchb.[1] [1]
- Arenaria uralensis Pall. ex Spreng.[1] [1]
- Arenaria zozii Kleopow[1] [1]

Arenaria leptoclados est une espèce de plantes herbacées de la famille des Caryophyllacées dont la classification fait encore débat au début du XXIe siècle, tendant à la considérer comme une sous-espèce ou une simple variété botanique de Sabline à feuilles de serpolet (Arenaria serpyllifolia).
- nom accepté selon ITIS : Arenaria serpyllifolia var. tenuior Mert. & W.D.J. Koch[2]
- nom accepté selon the Plant List : Arenaria serpyllifolia subsp. leptoclados (Rchb.) Nyman[3]

## Étymologie
Son nom provient du grec λεπτός (grêle, fin), et κλάδος (rameau, branche arrachée).

## Description
Les différences par rapport à Arenaria serpyllifolia sont :
- calice plus petit, inférieur à 3 mm ;
- la plupart des graines ont moins de 0,5 mm de diamètre ;
- capsule peu ventrue et tardivement coriace (parois d’environ 0,03 mm d’épaisseur à maturité) ;
- son habitat se situe sur des pelouses sèches ou des affleurements rocheux.

La floraison a lieu de mai à septembre.

## Liste des sous-espèces et variétés
Selon Catalogue of Life (5 mars 2020) :
- sous-espèce Arenaria leptoclados subsp. leptoclados
- sous-espèce Arenaria leptoclados subsp. peloponnesiaca

Selon Tropicos (5 mars 2020) :
- sous-espèce Arenaria leptoclados subsp. minutiflora P.Monts.
- sous-espèce Arenaria leptoclados subsp. viscidula (Rouy & Foucaud) Holub
- variété Arenaria leptoclados var. lindbergi Sennen & Mauricio
- variété Arenaria leptoclados var. viscidula (Rouy & Fouc.) R.O. Williams